# Ноубъл Смит
Ноубъл Мейсън Смит (на английски: Noble Smith) е американски изпълнителен продуцент на документални филми, драматург и писател, автор на произведения в жанровете исторически приключенски роман и документалистика.

## Биография и творчество
Ноубъл Мейсън Смит е роден на 4 юни 1968 г. във Флорида, САЩ. По влиянието на баща си чете много. Започва да пише още на 14 години, първо на пишеща машина, а после на един от първите домашни компютри. На 18 години печели награда за нова пиеса от фестивала в Ню Йорк, а в постановката на пиесата му играе Синтия Никсън.
Работи по проекти за компаниите „Vivendi“, „Machinima.com“, „Snowblind“ и „Bungie Studios“, както и като медиен директор на фондация за защита на човешките права. Сътрудничи на научнофантастичния сайт „Legendarium“ и съавтор на блога „Dungeons & Dorkwads“.
През 2000 г. е издаден първият му роман, историческата пародия „Stolen from Gypsies“ (Откраднат от цигани). Композиторът Артур Рубинщайн адаптира романа в комична опера.
Той е голям фен на произведенията на Дж. Р. Р. Толкин и през 2012 г. е издадена книгата му „Мъдростта на графството“, в която събира идеи от живота на здраво стъпилите на земята дружелюбни хобити и техните радости от живота в градинарството, кулинарията и празниците.
През 2013 г. е издаден първият му роман „Sons of Zeus“ (Синовете на Зевс) от историческата приключенска поредица „Войн“. През 431 г. пр.н.е. в древна Гърция започва война между Атина и Спарта. Младият войн Никиас мечтае за слава на Олимпийските игри, но коварно предателство го заставя да защитава семейството и годеницата си и да води армия за отбрана на града-държава Платаа.
Ноубъл Смит живее със семейството си в Удинвил, Вашингтон.

## Произведения

### Самостоятелни романи
- Stolen from Gypsies (2000)

### Серия „Войн“ (Warrior)
1. Sons of Zeus (2013)
2. Spartans at the Gates (2014)
3. Sword of Apollo (2015)

### Новели
- The One-Armed Warrior (2013)

### Документалистика
- The Wisdom of the Shire (2012)
Мъдростта на графството: как да живееш като хобит, изд.: „Сиела“, София (2014), прев. Боряна Игова

### Екранизации
- 2001 Point of View – видео игра, сценарист
- 2007 Protagonist – документален, изпълнителен продуцент
- 2007 Neither Memory Nor Magic – документален, изпълнителен продуцент
- 2010 The Road to Nasiriyah – документален, изпълнителен продуцент